# Anthony Newley
Anthony George Newley (Hackney, Londres, 24 de setembre de 1931 − Jensen Beach, Florida, Estats Units, 14 d'abril de 1999) va ser un lletrista, cantant i actor britànic. Sobretot és conegut per haver escrit conjuntament amb Leslie Bricusse la cançó Goldfinger, composta per John Barry. Va rebre un premi Grammy de la cançó de l'any.

## Biografia

### La seva carrera
Anthony Newley és actor, cantant i lletrista. Té en les tres professions un talent prodigiós. Durant un període de 30 anys, va ser considerat com el més talentós de la seva generació.
Nascut d'una mare soltera al barri obrer de Hackney a Londres, Newley va ser evacuat durant els bombardejos. Es va trobar així al medi de les arts de l'escena, fent-se amb un antic professor de music hall, George Pescud. Tot i que els seus professors de Londres el van trobar brillant, no s'interessava pels treballs escolars, i als 14 anys va entrar en la vida activa fins al dia en què va llegir un petit anunci que buscava joves actors. Després d'una audició, se li va proposar una feina que comprenia una inscripció a la prestigiosa escola italiana Conti Stage School. Va acceptar i la seva carrera va començar. El seu primer gran paper va ser el de Dick Bultitude a Vice Versa de Peter Ustinov de 1948, després també el 1948, va actuar a Oliver Twist, adaptació de Charles Dickens, de David Lean. Va fer una admirable transició del seu estatus de nen estrella al d'actor contractual a les pel·lícules britàniques dels anys 1950, carrera breument suspesa per un servei militar desastrós, va perseguir la seva ascensió amb el crooner "top-of-the-pops" en els anys 1960.
Va escriure grans balades, moltes amb Leslie Bricusse, que van ser grans èxits per a intèrprets com Sammy Davis Jr., Shirley Bassey o Tony Bennett. Durant els anys 1960, van fer grans actuacions en els teatres de Londres i de Broadway, en pel·lícules hollywoodienques, així com a les televisions britànica i americana. En els anys 1970, va continuar les seves activitats principalment a Las Vegas i a Catskills, però la seva carrera començava a declinar a causa de certs riscos que va prendre a Hollywood. Durants els anys 1980 i 1990, va intentar tornar a l'escena però cada vegada un obstacle o un esdeveniment ho van impedir. Finalment la seva salut es va degradar, afectat d'un càncer, va morir als 67 anys, poc després d'haver sigut avi.

## Vida personal
El 1956, es casa amb Ann Lynn, amb qui va tenir un fill afectat d'invalidesa congènita de què va morir quan era encara un nen, i es divorcia el 1963. El mateix any es casa amb l'actriu Joan Collins que li dona dos fills, Tara Newley, coneguda per ser una personalitat mediàtica a Anglaterra, i Sasha Newley, famosa artista retratista establerta a Nova York que té quatre de les seves teles exposades al Nacional Portrait Gallery de Washington D.C..
La tercera dona d'Anthony Newley, Dareth Rich, hostessa, li va donar igualment dos fills, Shelby i Christopher.
Anthony Newley va ser criat per la seva mare, Grace, i el seu sogre, Ronald Gardner l'última feina del qual va ser xofer a Beverly Hills, fins als 8 anys. Ronald Gardner els va deixar ràpidament, anant ràpidament amb la dona de fer feines. Alguns anys més tard Anthony Newley troba amb l'ajuda d'un detectiu privat el seu pare biològic, George Kirby, organitza una trobada amb aquest pare fins llavors desconegut però que ha seguit la carrera del seu fill del qual estava orgullós. Va pagar una casa al seu pare a Beverly Hills amb l'esperança de reunir de nou el seu pare i la seva mare, però no ho va aconseguir.
Anthony Newley s'apaga el 14 d'abril de 1999, als 67 anys, a Jensen Beach, Florida. Va morir d'un càncer de ronyons. Hauria mort als braços amb la seva companya Gina Fratini. Va deixar els seus quatre fills, la seva mare de 96 anys, així com Mel la seva amiga. De la seva filla Tara va tenir un segon fill, Weston, i Sasha va tenir una noia, Ava.
A la biografia d'Anthony Newley Stop the World escrita per Garth Bradsley, es fa al·lusió a la bisexualitat de Newley via la seva pel·lícula Merkin  dels anys 1960.

## Filmografia

### Actor
- 1998: EastEnders (telefilm) - Vince Watson
- 1992-1995: The Upper Hand (telefilm) - Nick Murray
- 1994:  Anna Lee - Frederick Slinger
- 1992:  Boris and Natasha - Sal Manelli
- 1991:  Tonight at 8.30
- 1991:  Red Peppers (telefilm) - George Pepper
- 1990:  Polly: Comin' Home! (telefilm) - Dabney Mayhew
- 1990:  Coins in the Fountain (telefilm) - Alfred
- 1984 i 1988: Simon and Simon - Nigel Casey, després Anthony Forrest
- 1988: Alfred Hitchcock presents - Phil Halloran
- 1988: Magnum - Peter Riddley-Smythe
- 1987: Arabesque - Inspector Frost
- 1987:  The Garbage Pail Kids Movie - Capità Manzin
- 1986:  Stagecoach (telefilm) - Trevor Peacock
- 1985:  Alice in Wonderland - el sombrerer boig
- 1985: Hong Kong Connection (telefilm) - Tommy T
- 1984-1985: Fame - Trevor Kane
- 1983: Malibu (telefilm) - Wilson Mahoney
- 1982:  Madame's Place
- 1980: Linda in Wonderland (telefilm)
- 1980: CBS Library
- 1975: The Old Curiosity Shop - Daniel Quilp
- 1975:  It Seemed Like a Good Idea at the Time - Sweeney
- 1969: Can Heironymus Merkin Ever Forget Mercy Humppe and Find True Happiness? - Heironymus Merkin
- 1968:  Sweet November - Charlie Blake
- 1967: Doctor Dolittle - Matthew Mugg
- 1966:  Lucy in London - Anthony Fitz-Faversham
- 1963:  The Small World of Sammy Lee - Sammy Lee
- 1960:  The Strange World of Gurney Slade - Gurney Slade
- 1960: Let's Get Married - Dickie Bird
- 1960:  Jazz Boat - Bert Harris
- 1960: The Anthony Newley Show (telefilm)
- 1960:  In the Nick - Dr. Newcombe
- 1959:  El bandit de Zhobe (The Bandit of Zhobe) - Caporal Stokes
- 1959:  Idle on Parade - Jeep Jackson
- 1959:  The Lady Is a Square - Freddy
- 1959:  The Heart of a Man - Johnnie
- 1958:  Conflicte íntim (The Man Inside)  - Ernesto Garcia
- 1957: The Good Companions  - Mulbrau
- 1957: The Wharf Road Mob (telefilm)
- 1957: Assignment Foreign Legion - Legionari Horatio Smith
- 1957:  Stryker of the Yard - Gerry Barnes
- 1956:  The Last Man to Hang? - Gaskin
- 1956: X: The Unknown - LCpl. 'Spider' Webb
- 1956: Perceval March - Ned Young
- 1956: Port Afrique - Pedro
- 1955: The Blue Peter  - Fred Starling
- 1955: The Cockleshell Heroes- Marine Clarke
- 1955: Above Us the Waves - l'enginyer
- 1954:  Up to His Neck - Tommy
- 1953:  Les Marrants terribles - Percy
- 1950:  Those People Next Door - Bob Twigg
- 1950:  Highly Dangerous - l'operador
- 1949:  Don't Ever Leave Me - Jimmy Knowles
- 1949: A Boy, a Girl and a Bike - Charlie Ritchie
- 1949:  Vote for Huggett - Dudley
- 1948:  The Little Ballerina - Johnny
- 1948:  The Guinea Pig  - Miles Minor
- 1948: Oliver Twist - Artful Dodger
- 1948:  Vice Versa  - Dick Bultitude
- 1947:  Dusty Bates - Dusty Bates

### Bandes originals de films
- 2007: Sicko - lletrista
- 2006: Art School Confidential - lletrista
- 2005: Les Ex de mon mec - lletrista
- 2003: Bruce tout-puissant - lletrista
- 2000:  Gangster Number One - cantant
- 1997: Vegas Vacation - lletrista
- 1995: Casino - lletrista
- 1992: Toys - pariolier
- 1989: Susie i les Baker Boys - lletrista
- 1971: Charlie i la xocolateria - lletrista i compositor
- 1970: Liza - cantant
- 1969: Can Heironymus Merkin Ever Forget Mercy Humppe and Find True Happiness? - director, lletrista, compositor i cantant
- 1968:  Sweet November  - cantant
- 1967: L'extravagant Doctor Dolittle - cantant
- 1964: Goldfinger - lletrista

## Teatre
- Cranks (26 de novembre de 1956 - 29 de desembre de 1956) - Bijou Theatre;
- Stop the World - I Want to Get Off (3 d'octubre de 1962 - 7 de setembre de 1963) - Shubert Theatre / (9 de setembre de 1963 - 1 de febrer de 1964) Ambassador Theatre
- The Roar of the Greasepaint - The Smell of the Crowd (16 de maig de 1965 - 4 de desembre de 1965) - Shubert Theatre
- Anthony Newley / Henry Mancini (31 d'octubre de 1974 - 10 de novembre de 1974) - Uris Theatre;
- Scrooge -

## Premis i nominacions

### Premis
- 1963: Grammy a la cançó de l'any per What Kind of Fool Am I ? (amb Leslie Bricusse)
- 1989: Songwriters Hall of Fame

### Nominacions
- 1972: Oscar a la millor banda sonora per Willy Wonka & the Chocolate Factory